# 루비 브리지스
루비 넬 브리지스 홀(Ruby Nell Bridges Hall, 1954년 9월 8일 ~ )은 미국의 민권 운동 활동가이다. 뉴올리언스 학교 인종차별 위기가 있던 1960년 11월 14일 루이지애나의 백인만 입학 가능하던 윌리엄 프란츠 초등학교에 다닌 최초의 아프리카계 미국인 어린이였다. 이 일은 노먼 록웰의 1964년 작품 《우리 모두가 함께 안고 살아가는 문제》의 소재가 되었다.

## 유년기
루비 브리지스는 에이본과 루실 브리지스 부부의 다섯 자녀중 맏이이다. 어려서부터 동생들을 돌보는 데 많은 시간을 보냈지만 줄넘기, 소프트볼, 나무 오르기도 즐겼다. 루비 브리지스가 4살이 되던 해 가족은 미시시피주 타일러타운에서 루이지애나 주 뉴올리언스로 이사했다. 1960년 그녀가 6살이었을 때 부모는 전미 흑인 지위 향상 협회의 캠페인에 호응하여 흑백 분리주의를 철폐하고자 뉴올리언스 학교체계 통합운동에 자원했다. 루비 브리지스의 아버지는 아이가 맞닥드릴 차별에 대한 걱정으로 이 운동의 참여를 주저하였지만 용기를 냈다.

## 배경
루비 브리지스가 태어난 때는 민권 운동이 한창이었던 시기였다. 흑백분리주의를 비롯한 흑인에 대한 각종 차별에 대한 저항은 교육제도에 대해서도 벌어져 루비가 태어나기 3개월 전 무렵 브라운 대 토피카 교육위원회 재판이 있었고 미국 연방 대법원은 흑백분리주의에 따라 백인만을 위한 공립학교를 설치하는 남부 17개 주의 법률은 위헌이라고 판결하였다. 이에 따라 해당 주들의 학교는 6년의 유예기간 내에 흑백 통합교육을 실시하여야 하였지만 해당 주들의 교육위원회는 극렬히 반발하고 있었다. 연방 대법원의 위헌 판결에도 불구하고 주 정부는 새로운 통합 교육 시행에 제 역할을 하지 않았다. 1957년 리틀록 9인이 아칸소주 리틀록의 고등학교에 등교하자 주지사가 주방위군을 동원해 이들을 저지하였고 연방정부는 미국 육군을 보내 이들을 호위하여야 하였다. 한편 올리언스 지구 교육위원회는 연방 정부의 압력을 우회할 꼼수로 입학시험을 치렀다.

## 입학
루비 브리지스는 1959년 흑인만 다니는 유치원에 다녔다. 1960년 초 루비 브리지스를 포함한 여섯 명의 흑인 어린이들이 당시까지 백인만 다니고 있던 윌리엄 프란츠 초등학교의 입학 시험을 통과하였다. 그러나 그 가운데 둘은 예전의 흑인만 다니는 학교에 머물기로 하였고 셋은 또 다른 백인 전용 초등학교인 맥도노 19번 학교로 전학하여 맥노도 3인이 되었다. 이로서 윌리엄 프란츠 초등학교에 입학하는 흑인은 루비 브리지스가 유일하게 되었다. 입학 첫날 루비 브리지스는 어머니와 함께 학교로 갔으며 4명의 연방보안관이 호위하였다. 다음 날에도 연방보안관의 호위는 계속되었지만 어머니는 동생들을 돌보기 위해 집에 남았다.

윌리엄 프란츠 초등학교. 2010년 촬영.

루비 브리지스의 아버지는 처음엔 딸의 윌리엄 프란츠 초등학교 등교를 주저하였다. 그러나 어머니가 "모든 아프리카계 미국인 어린이를 위해 밟아야만 하는 길"이라고 설득하자 딸의 등교를 결심하였다.
법원이 윌리엄 프란츠 초등학교에 루비 브리지스의 등교를 수용하라는 명령을 내린 뒤인 1960년 11월 14일 월요일 루비 브리지스는 첫 등교를 하였다. 이 역사적인 첫 등교는 노먼 록웰의 1964년 작품 《우리 모두가 함께 안고 살아가는 문제》의 소재가 되었고 1961년 1월 14일 잡지 《룩스》에 게재되었다. 첫 등교에 대해 브리지스는 이렇게 회상하였다.
차를 타고 가면서 군중이 몰려 있는 것을 볼 수 있었지만 뉴올리언스에 살고 있던 나는 그것이 마르디 그라 축제를 즐기러 나온 사람들인 줄 알았다. 학교 밖에는 정말 많은 사람들이 모여 있었다. 그들은 물건을 집어 던지고 소리를 지르며 모여 있었는데 내 생각엔 마치 마르디 그라를 즐기는 모습같았다.

이날 호위를 맡았던 연방보안관 가운데 한 명인 찰스 버크스는 훗날 "그녀는 많은 용기를 보여줬다. 결코 울지 않았고 훌쩍거리지도 않았다. 그녀는 작은 군인처럼 행진했고 우리 모두 매우 자랑스럽게 생각하였다"고 회상하였다.

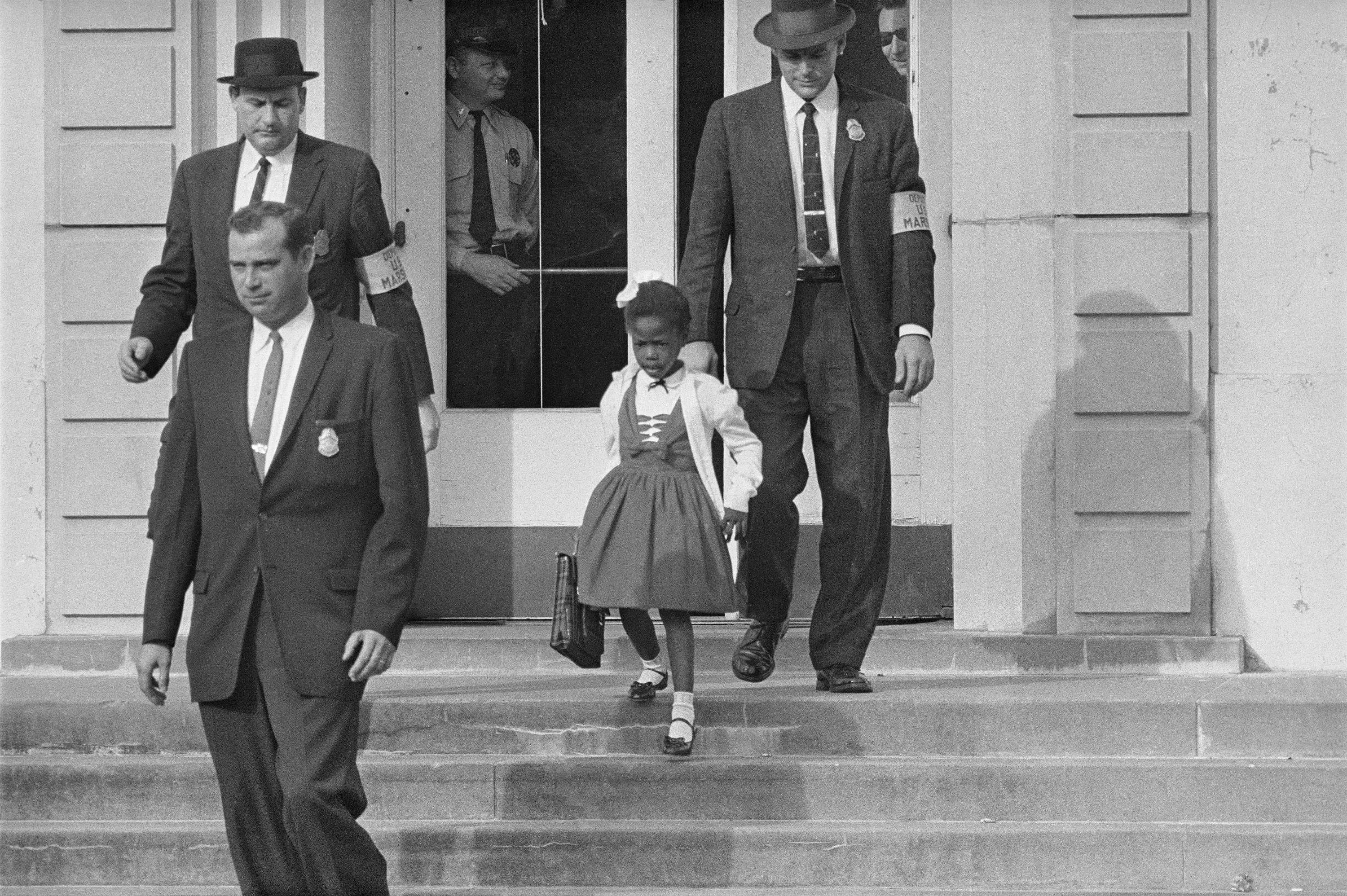
연방보안관의 호위를 받으며 하교하는 루비 브리지스

루비 브리지스가 등교하자 백인 부모들은 자신의 아이들을 학교에 보내지 않으며 반발하였다. 단 한 명을 제외한 모든 교사들 역시 수업을 거부하였다. 브리지스를 가르치기로 한 단 한 명의 교사는 매사추세츠주 보스턴 출신의 바바라 헨리였다. 헨리는 1년이 넘도록 "모든 교과를 혼자 가르치다시피 하며" 수업을 이어갔다.
첫 등교일에 브리지스는 어머니와 함께 교장실에서 하루 종일 시간을 보내야 하였다. 다음날에도 교실로 이동할 수는 없었다. 그러나 둘째날 34세의 감리교 목사 로이드 앤더슨 포먼이 화난 군중들 틈에서 다섯살 된 딸 팸을 학교에 보냈다. 그는 "나는 그저 내 아이를 학교로 보낼 권리를 원한다"고 말했다. 며칠이 지나자 다른 백인 부모들도 아이들을 등교시키기 시작하였고 시위는 잦아들었다. 그러나 브리지스는 이듬해까지도 단 한 명으로 구성된 반에서 홀로 교육받았다. 브리지스의 등교길에 어떤 여성이 관에 넣은 검은 인형을 든 채 독살하겠다고 위협하자 브리지스는 집에서 가져온 음식만 먹을 수 있었고 쉬는 시간에 다른 학생과 어울릴 수도 없었다.
소아정신과 의사인 로버트 콜스가 등교 첫해의 상담을 자원했다. 그는 매주 브리지스의 집에서 상담을 하고 나중에 이를 바탕으로 동화책 《루비 브리지스 이야기》를 집필하였다. 콜스는 책의 인세를 루비 브리지스 재단에 기부하여 뉴올리언스의 빈곤 아동을 위한 교육 기금으로 사용하였다.
브리지스 등교후 가족 역시 어려움을 겪었다. 아버지는 주유소에서 일하다 해고되었고 가족은 평소 이용하던 식료품점에 더 이상 들어갈 수 없었다. 미시시피에서 소작을 하던 조부모도 땅에서 쫓겨났다. 부부 사이에도 갈등이 생겨 에이본과 루실은 별거하게 되었다. 브리지스는 흑백을 불문하고 지역 사회의 많은 사람들이 지지를 보여주었다고 언급하였다. 일부 백인 가족은 시위에도 불구하고 아이들을 등교시켰고 이웃은 아버지에게 새 일자리를 주었으며 그녀의 집을 지켜보며 해코지 당하지는 않는 지 걱정하였고 아이들도 돌보아 주었다. 루비 브리지스가 연방보안관의 차에 올라 등교하면 많은 사람들이 그 뒤를 따라 걸으며 지지를 표했다. 브리지스는 성인이 되어서야 등교길에 입었던 깔끔한 옷과 양말, 신발들이 자신의 가정 형편으로는 마련하기 어려운 것이었다는 점과 콜스의 친척이 이것을 마련하여 보내주었다는 것을 알게되었다.
한 해가 지난 뒤 백인 분리주의자들의 격노는 한풀 꺽였고 연방보안관의 호위도 종료되었다. 루비 브리지스는 많은 백인 어린이들이 함께 앉아있는 평범한 학급에서 수업을 들었다. 그녀는 홀로 1년 동안 자신을 가르친 바바라 헨리가 학교를 그만두는 것에 화가 나긴 하였지만 꿋꿋이 학교를 다녔다. 바바라 헨리와는 평생 연락을 주고받는 친구가 되었다.

## 어른이 된 이후

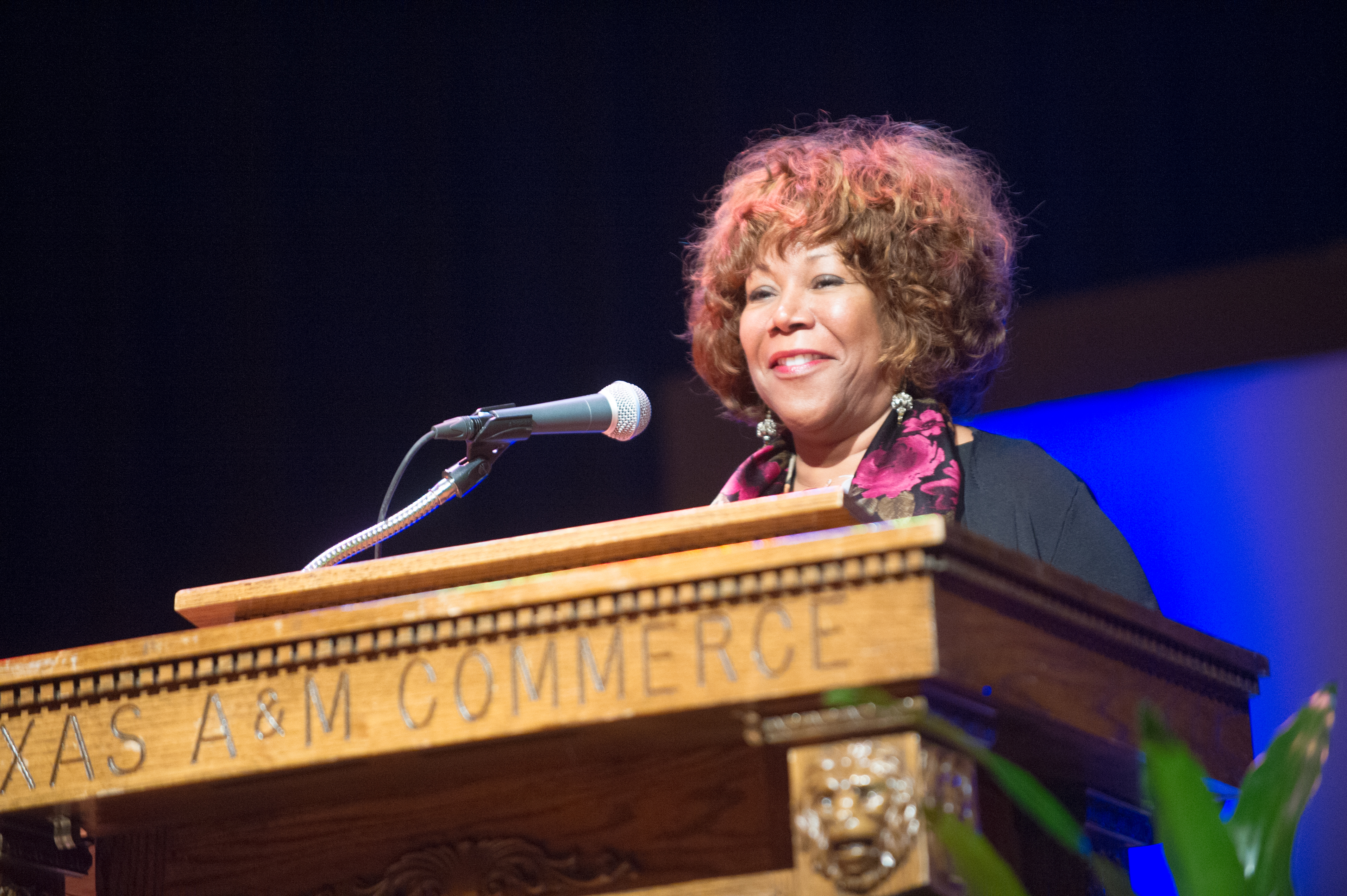
2015년 2월 텍사스 A&M 대학교 커머스에서 연설하는 브리지스

루비 브리지스는 루이지애나 밖의 세상은 어떤 지 궁금해 하였고 학교를 마친 뒤 아메리칸 익스프레스에 입사하여 여행사 직원으로 15년 동안 전 세계를 돌아다녔다. 30대 중반이 된 1984년 남편 말콤 홀과 결혼하여 이후 뉴올리언스에서 살면서 아들 넷을 낳아 길렀다. 브리지스는 자신이 아이들을 낳아보니 부모의 결정이 얼마나 큰 용기였는 지 실감하게 되었다면서 자신이 당시 부모의 입장이라면 선뜻 아이를 백인 학교에 보내기로 결정하기 힘들었을 것이라 말하였다. 1999년 루비 브리지스 재단을 만들어 회장이 되었고 "관용, 존중, 모든 차이에 대한 감사의 가치"를 장려하는 박애주의와 인권 운동을 펼치고 있다. 브리지스는 "인종차별은 어른이 겪는 질병이므로 우리 아이들을 이용해 인종차별을 퍼뜨리는 일을 중단해야 한다"고 주장한다.
로리 매케나는 가요 《Ruby's Shoes》를 불렀다. 1998년 텔레비전 드라마 《루비 브리지스》가 그녀의 등교를 다루었다. 레라 로천이 루비 브리지스의 어머니 루시를 연기하였고 아버지 에이본 역은 마이클 비치가, 선생님 바바라 헨리는 퍼넬러피 앤 밀러, 콜스 박사는 케빈 폴랙이 연기하였다.
2005년 허리케인 카트리나가 뉴올리언스 지역을 강타하자 다른 수십만 명과 마찬가지로 브리지스 역시 홍수에 집을 잃었다. 윌리엄 프란츠 초등학교 역시 수해를 입어 피해가 막심하였다. 루비 브리지스는 학교가 계속 열릴 수 있도록 싸우는 데 중요한 역할을 하였다.
2007년 11월, 인디애나폴리스 어린이 박물관은 안네 프랑크, 라이언 화이트의 삶과 함께 루비 브리지스의 삶을 기록한 상설 전시관을 개관하였다.
2010년에 루비 브리지스는 윌리엄 프란츠 초등학교 첫 등교 당시 제일 먼저 학교로 등교한 백인 어린이였던 팸 포먼 테스트뢰트와 50년만에 재회하였다.
2011년 7월 15일 브리지스는 백악관에서 버락 오바마를 만나 백악관에 전시된 노먼 록웰의 그림을 함께 보았다. 버락 오바마는 "당신이 아니었으면 나도 여기에 없었을 것"이라고 말하였다.
2013년 첫 등교 당시 호위하였던 연방보안관 찰스 버크스와 함께 윌리엄 프란츠 초등학교 앞에서 기념식을 가졌다.

## 저작
- Bridges, Ruby (1999). 《Through My Eyes》 1판. New York: Scholastic Press. ISBN 0590189239. OCLC 40588556.
- Bridges, Ruby (2009). 《Ruby Bridges Goes to School: My True Story》. New York: Scholastic Press. ISBN 9780545108553. OCLC 230915434.
- Bridges, Ruby (2020). 《This Is Your Time》. New York: Delacorte Press. ISBN 9780593378526.
- Bridges, Ruby (2022). 《I Am Ruby Bridges: How One Six-Year-Old Girl's March to School Changed the World》. Illustrator: Nikkolas Smith. New York: Orchard Books. ISBN 9781338753882. OCLC 1268545501.

## 참고자료
- Bridges Hall, Ruby. Through My Eyes, Scholastic Press, 1999. (ISBN 0590189239)
- Coles, Robert. The Story of Ruby Bridges, Scholastic Press, 1995. (ISBN 0590572814)
- Devlin, Rachel. A Girl Stands at the Door: The Generation of Young Women Who Desegregated America's Schools, Basic Books, 2018 (ISBN 9781541697331)
- Steinbeck, John. Travels with Charley in Search of America, Viking Adult, 1962. (ISBN 0670725080)